# 小峰大知
小峰 大知（こみね だいち、1994年10月8日 - ）は、佐賀県神埼市出身のハンドボール選手。日本ハンドボールリーグのトヨタ紡織九州所属。

## 経歴
佐賀清和高等学校時代は2010年に日本代表U-16に選出。
高校卒業後は国士舘大学へ進学。2014年に第2回U-22東アジア選手権の日本代表に選ばれた。
2015年は関東学生ハンドボール・秋季リーグで特別賞を受賞。
2016年は春季リーグで優秀選手を受賞。全日本学生ハンドボール選手権大会（インカレ）では優秀選手賞を受賞した。
2017年に日本ハンドボールリーグのトヨタ紡織九州へ加入。

## 詳細情報

### 年度別成績
| 年       | チーム         | 試合 | FS 阻止 | 率   | 7m 阻止 | 率   |
| -------- | -------------- | ---- | ------- | ---- | ------- | ---- |
| 2017-18  | トヨタ紡織九州 | 16   | 33/104  | .317 | 1/6     | .167 |
| 2018-19  | トヨタ紡織九州 | 23   | 48/186  | .258 | 1/16    | .063 |
| JHL：2年 | JHL：2年       | 39   | 81/290  | .279 | 2/22    | .091 |

### 背番号
- 1 (2017年 - )